# ماري بلي ويت
ماري بلي ويت (بالإنجليزية: Mary Blewett)‏ هي مؤرخة الفن ومؤرخة أمريكية، ولدت في 1938.